# Лешно
Лѐшно (на полски: Leszno; на немски: Lissa) е град в западна Полша, Великополско войводство. Аминистративен център е на Лешнински окръг без да е част от него. Самият град е обособен в отделен окръг с площ 31,86 км2.

## География
Градът е разположен в югозападната част на войводството близо до границата с Любушкото и Долносилезкото войводства.

## История
Първото споменаване на града е от 1393 година. Той е бил владение на фамилията Лешчински (Венява).
След втората подялба на Полша през 1793 година градът е анексиран от Прусия и става част от Познанската провинция.

## Население
Населението на града възлиза на 64 713 души (2012 г.). Гъстотата е 2031 души/км2.
Демография:
- 1910 – 17 156 души
- 1920 – 17 333 души
- 1939 – 21 000 души
- 1946 – 20 820 души
- 1960 – 29 157 души
- 1970 – 33 985 души
- 1980 – 49 237 души
- 1990 – 58 282 души
- 2000 – 62 837 души
- 2008 – 64 142 души

## Фотогалерия
- Кметството през 2012 г.
- Площад „Старият пазар“ и кметството през 2023 г.
- Къщи[неработеща препратка] на площад „Старият пазар“
- Площад „Старият пазар“
- Църквата „Св. Мария“, 2018 г.
- Църквата „Св. Николай“
- Църквата „Св. Николай“
- Църквата „Светият Кръст“
- Централна[неработеща препратка] поща
- Старинно[неработеща препратка] здание
- Старинно[неработеща препратка] здание
- Граждански[неработеща препратка] дом
- Къща[неработеща препратка]
- Улица „Славянска“
- Къща[неработеща препратка]
- Октовниа[неработеща препратка]
- Вила[неработеща препратка]
- Вила[неработеща препратка]
- Вила[неработеща препратка]
- Вила[неработеща препратка]
- Църквата „Св. Йоан“
- Бивша синагога
- Евангелски параклис
- Вятърна мелница
- Старият дворец